# Diadém sarlósfecske
A diadém sarlósfecske (Cypseloides cherriei) a madarak osztályának a sarlósfecske-alakúak (Apodiformes) rendjébe és a sarlósfecskefélék (Apodidae) családjába tartozó faj.

## Rendszerezése
A fajt Robert Ridgway amerikai ornitológus írta le 1893-ban.

## Előfordulása
Costa Rica, Ecuador, Kolumbia  és Venezuela területén honos. Természetes élőhelyei a szubtrópusi és trópusi hegyi esőerdők. Állandó, nem vonuló faj.

## Megjelenése
Testhossza 14 centiméter.

## Életmódja
Rovarokkal, főleg hártyásszárnyúakkal és félfedelesszárnyúakkal táplálkozik.

## Természetvédelmi helyzete
Az elterjedési területe feltételezhetően nagy, de csak néhány példányról és észlelésről ismert. A Természetvédelmi Világszövetség Vörös listáján adathiányos fajként szerepel.